# Bitka kod Peluzija (525. pr. Kr.)
Bitka kod Peluzija (525. pr. Kr.) bila je prvi veliki obračun između Egipta i Perzijskog Carstva. Bitka je završila odlučnom perzijskom pobjedom protiv Psamtika III. nakon čega je perzijski veliki kralj Kambiz II. prihvatio titulu egipatskog faraona. Perzijanci će nakon ove bitke uz manje prekide još dva stoljeća dominirati Egiptom.

## Pozadina
Od sredine 6. stoljeća pr. Kr. egipatski faraon Amazis II. sa sve većom je zabrinutošću pratio uspon Perzijskog Carstva koje je smatrao prijetnjom egipatskoj samostalnosti, pa ju je odlučio ojačati stvaranjem saveza s grčkim polisima. Nakon što je perzijski vladar Kir Veliki godine 547. pr. Kr. pokorio Lidijsko Carstvo na čijoj su strani sudjelovali i Egipćani, a zatim 539. pr. Kr. i Babiloniju, Egipat i Perzijsko Carstvo dobili su zajedničku granicu. Kirov sin i nasljednik Kambiz II. smatrao je kako Egipat, s obzirom na svoje bogatstvo i stratešku važnost, predstavlja jedinu državu koja priječi perzijsku dominaciju nad poznatim svijetom. Povoljni uvjeti za pohod protiv Egipta stvoreni su kada je Amazis II. umro, a na prijestolje stupio mladi i neiskusni faraon Psamtik III.
Psamtik III. je svoju nesposobnost dokazao time što je velik broj njegovih grčkih saveznika, među kojima su bili i Fan iz Halikarnasa te Polikrat sa Samosa, prešao na perzijsku stranu. Kambiz II. je u međuvremenu osigurao podršku arapskih poglavara na sjeverozapadu Arabije koji su njegovoj vojsci omogućili opskrbu vodom, i time omogućili prelazak preko pustinje do Peluzija.

## Bitka
Odlučujući oružani sukob dogodio se u blizini grada Peluzij, gdje se dogodio pravi pokolj. Egipćani predvođeni mladim i neiskusnim Psamtikom nisu predstavljali nikakvu prijetnju za moćnu perzijsku vojsku. Unatoč pokušajima na pruže nekakav otpor, Egipćani su brzo potučeni od strane Perzijanaca koji su bili brojčano superiorniji, iskusniji te kvalitetnije opremljeni. Nakon bitke egipatska vojska pretrpjela je goleme gubitke, u desecima tisuća. Kao razlog tome antički povjesničari navode crteže mačkolike božice Bast na perzijskim štitovima i nošenje živih mački u bitci, zbog čega se bogobojazni Egipćani nisu usudili napasti redove strijelama. Prema Kteziju, egipatske žrtve bile su 50.000 vojnika, a perzijske svega 7 tisuća. O velikim egipatskim gubicima svjedoči i povjesničar Herodot koji je u posjetu gradu navodno vidio desetke tisuća lubanja. Nakon kratke bitke ostaci Psamtikove vojske su se povukli u paničnom bijegu, te su se sklonili u njegovu tvrđavu. Budući kako Kambiz II. nije bio raspoložen za opsadu, oko fortifikacija pustio je veliki broj mačaka što je demoraliziralo Egipćane koji se i dalje nisu usuđivali napasti Perzijance zbog štovanja mački. Egipatska vojska kasnije je nastavila povlačenje sve do Memfisa gdje su se zatvorili u gradske zidine.

## Posljedice
Nakon poraza u bitci kod Peluzija i izdaje Fana iz Halikarnasa, egipatski faraon Psamtik III. povukao se u Memfis. Kada je perzijski vladar Kambiz II. stigao do Memfisa gdje je postavio opsadu, drevni izvori navode kako su egipatski gubici u opsadi Memfisa bili deseterostruko viši od grčkih, što znači kako je poginulo 200 Karijaca i 2000 Egipćana. Nakon pada Memfisa Psamtik III. je zarobljen, a pogubljen je nakon što se kasnije pokušao pobuniti protiv perzijske vlasti. Egipat je tim porazom postao satrapija Perzijskog Carstva idućih dvije stotine godina.

## Poveznice
- Perzijsko Carstvo
- Drevni Egipat
- Kambiz II.
- Psamtik III.

## Vanjske poveznice
- Bitka kod Peluzija (enciklopedija Britannica)
- Perzijska osvajanja (Heritage-history.com)
- Lubanje kod Peluzija (Livius.org, Herodot)  Arhivirana inačica izvorne stranice od 3. travnja 2013. (Wayback Machine)